# Robert Mueller
Robert Swan Mueller III, conegut simplement com a Robert Mueller (anglès: Robert Swan Mueller) (pronunciació en anglès americà: /ˈɹɑb.əɹt ˈmʌlər/) (Nova York, 7 d'agost de 1944), és un advocat i alt funcionari estatunidenc. Fou director de l'Agència Federal d'Investigacions (FBI) dels Estats Units del 2001 al 2013, sent el sisè director d'aquesta agència. El maig de 2017, Mueller va ser nomenat pel fiscal general adjunt Rod Rosenstein com a fiscal especial per a supervisar una investigació sobre la probable intervenció electoral de Rússia a les eleccions presidencials dels Estats Units de 2016.

## Nomenament
Robert S Mueller, advocat, va ser nomenat per George W. Bush i va prendre possessió del seu càrrec el 4 de setembre de 2001. Mueller va renunciar al càrrec el 4 de setembre de 2013 i va ser reemplaçat per James Comey.

## Formació prèvia
Nascut a Nova York, es va graduar a la Universitat de Princeton en 1966 i després va obtenir un Postgrau en Relacions Internacionals en 1969 a la Universitat de Nova York.
Es va allistar en el cos de Marines del seu país i va participar a principis dels anys 1970 en la Guerra de Vietnam.
Després de la guerra es va graduar en lleis a la Universitat de Virgínia. Va treballar com a advocat en San Francisco, per després passar a l'oficina del fiscal federal dels Estats Units, primer en San Francisco i després a Boston. Posteriorment, es va unir a un bufet d'advocats (Hill and Barlow).
Més tard tornà a la fiscalia federal, participant en casos notoris, com ara el del general panameny Manuel Noriega.